# 嫫母
嫫母（？—？），中国古代传说中黄帝的次妃（第四妃），貌丑而贤德。传说嫫母是中国古代四大丑女之一，另外三人是鍾離春、孟光、阮氏。